# Amanitotoksyny

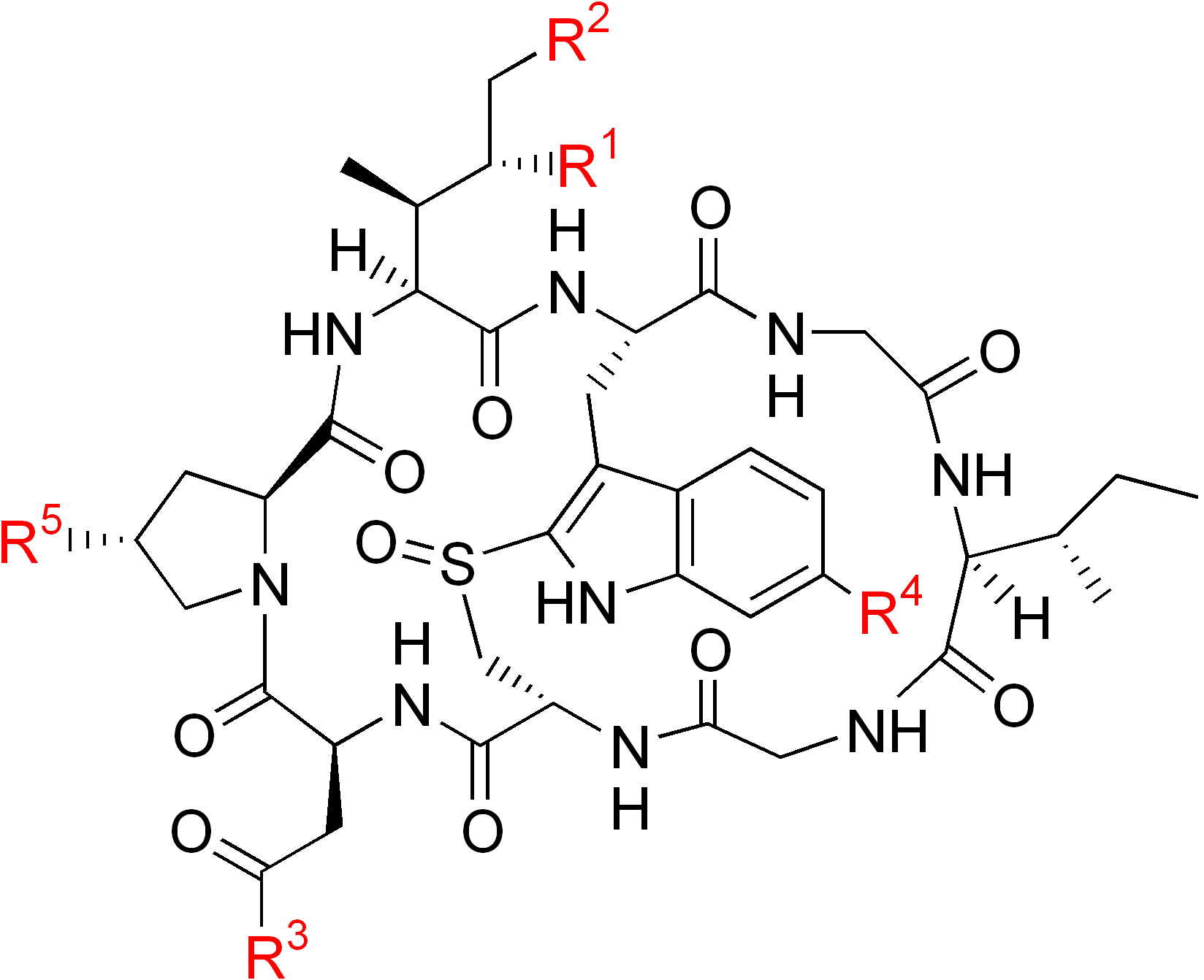
Szkielet strukturalny amatoksyn. Poszczególni przedstawiciele różnią się podstawnikami R_{1}–R_{5} (patrz tabela)

Amanitotoksyny, amatoksyny – grupa organicznych związków chemicznych, będących silnymi truciznami.
Są to cykliczne oligopeptydy, zbudowane z ośmiu reszt aminokwasowych spiętych dodatkowym łącznikiem zawierającym grupę indolową i sulfotlenkową. Mają budowę zbliżoną do fallotoksyn, które są krótsze o jedną resztę aminokwasową.
W roku 2007 znanych było 10 amatoksyn:
| Nazwa toksyny    | R1  | R2 | R3 | R4 | R5 |
| ---------------- | --- | -- | -- | -- | -- |
| α-amanityna      | NH2 | OH | OH | OH | OH |
| β-amanityna      | OH  | OH | OH | OH | OH |
| γ-amanityna      | NH2 | OH | H  | OH | OH |
| ε-amanityna      | OH  | OH | H  | OH | OH |
| amanulina        | NH2 | H  | H  | OH | OH |
| kwas amanulinowy | OH  | H  | H  | OH | OH |
| amaninamid       | NH2 | OH | OH | H  | OH |
| amanina          | OH  | OH | OH | H  | OH |
| amanina          | NH2 | H  | H  | OH | H  |

Amatoksyny są mykotoksynami występującymi m.in. w następujących gatunkach grzybów:
- muchomor zielonawy (dawniej: muchomor sromotnikowy) (Amanita phalloides);
- muchomor jadowity (Amanita virosa);
- muchomor wiosenny (Amanita verna);
- hełmówka obrzeżona (Galerina marginata);
- czubajeczka brązowoczerwonawa (Lepiota brunneoincarnata);
- czubajeczka różowawa (Lepiota subincarnata).

Po spożyciu owocników tych gatunków pierwsze objawy zatrucia występują po 6–24 (przeważnie 10–12) godzinach w postaci trwającej 2–4 dni biegunki. W wyniku odwodnienia możliwe jest obniżenie ciśnienia krwi, przyspieszenie tętna, kurcze w łydkach i wstrząs. Po tym czasie często obserwuje się pozorną poprawę, po której następują objawy charakterystyczne dla uszkodzenia wątroby. Ustanie jej funkcji następuje po 4–7 dniach i kończy się śmiercią, jeśli nie podjęto odpowiedniej terapii. Terapeutyczne działanie w przypadkach zatruć amanitotoksynami stwierdzono w przypadku sylibiny, pozyskiwanej z ostropestu plamistego (Sylibium marianum).